# Idalion
Idalion o Idalión (en griego: Ιδάλιον, Idalion, en fenicio: ) era una antigua ciudad en Chipre, próxima a la actual Dali, Distrito de Nicosia y cercana a las antiguas minas de cobre de las montañas Troodos. La ciudad fue fundada, según la tradición, por el héroe rey aqueo Calcanor, descendiente de Teucro, el fundador de la Salamina chipriota tras la guerra de Troya. El asentamiento más antiguo conocido, por su comercio del cobre con las ciudades costeras de Enkomi y Citio, data de finales del siglo XIII a. C. a principios del siglo XIII a. C.

## Historia
Su nombre antiguo era "Ed-di-al" (680 a. C.-669 a. C.), figura como una de las diez ciudades-reino de Chipre listadas en el Prisma de Asarhaddón, rey asirio y en una estela de Sargón II. Existe también una inscripción del siglo XIII a. C. de Ramsés III en Egipto, donde se refieren determinadas entidades políticas chipriotas, siendo una de ellas la de "Ithal"...que es la que luego sería conocida como Idalión. El reino floreció hasta que a mediados del siglo V a. C. fue asediada y tomada su capital por los reyes fenicios de Citio. El nombre de la ciudad en griego significa “yo veo el sol”.
La primera evidencia de presencia no-chipriota aparece en el Período Arcaico (c. 550 a. C.) en las inscripciones encontradas en el Témenos de Adonis en la Acrópolis Este. "Idalium perfumado por el romero" aparece en la poesía de Propercio y otros como el lugar donde Venus (la original pre-griego "Reina de los Cielos", a veces llamada por los estudiosos como "Señora de los Animales") se reunió con Adonis (el original pre-griego consorte de la Reina del Cielo o "Señor", a veces llamado por los estudiosos como "Maestro de los Animales"). La ciudad era originalmente el centro del culto a la "Gran Diosa" de Chipre, la "Wanassa" o Reina del Cielo y de su consorte el "Wanax" o Señor. Este culto parece haber comenzado en el siglo XII a. C. o siglo XI a. C. y continuaría a lo largo de la época romana, aunque pasando por un proceso de sincretismo, pasando por ser Idalión el centro de culto a la diosa Afrodita ("Afrodita Idalia") y de la divinidad heleno-fenicia Reshef-Apolo. En el lugar, se encontró un modelo en terracota (hoy en el Museo del Louvre) que se supone representa el templo de "Reshef-Apolo" Según la leyenda, fue el lugar donde Adonis, el mítico amante de la diosa Afrodita fue muerto por el celoso Ares, el dios de la guerra, que se había transformado en un jabalí.

## Arqueología

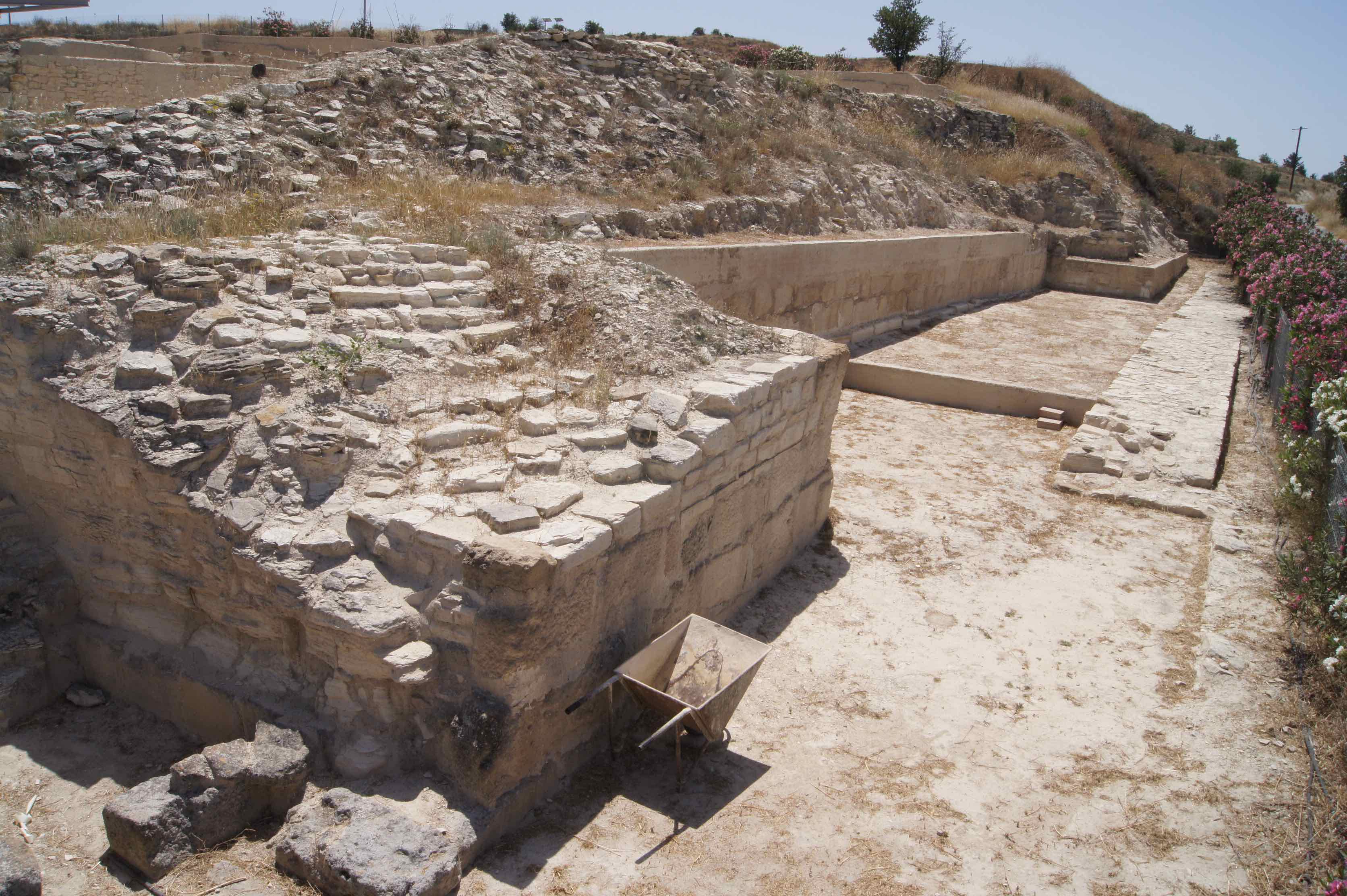
Palacio fortificado

La acrópolis occidental de Idalion

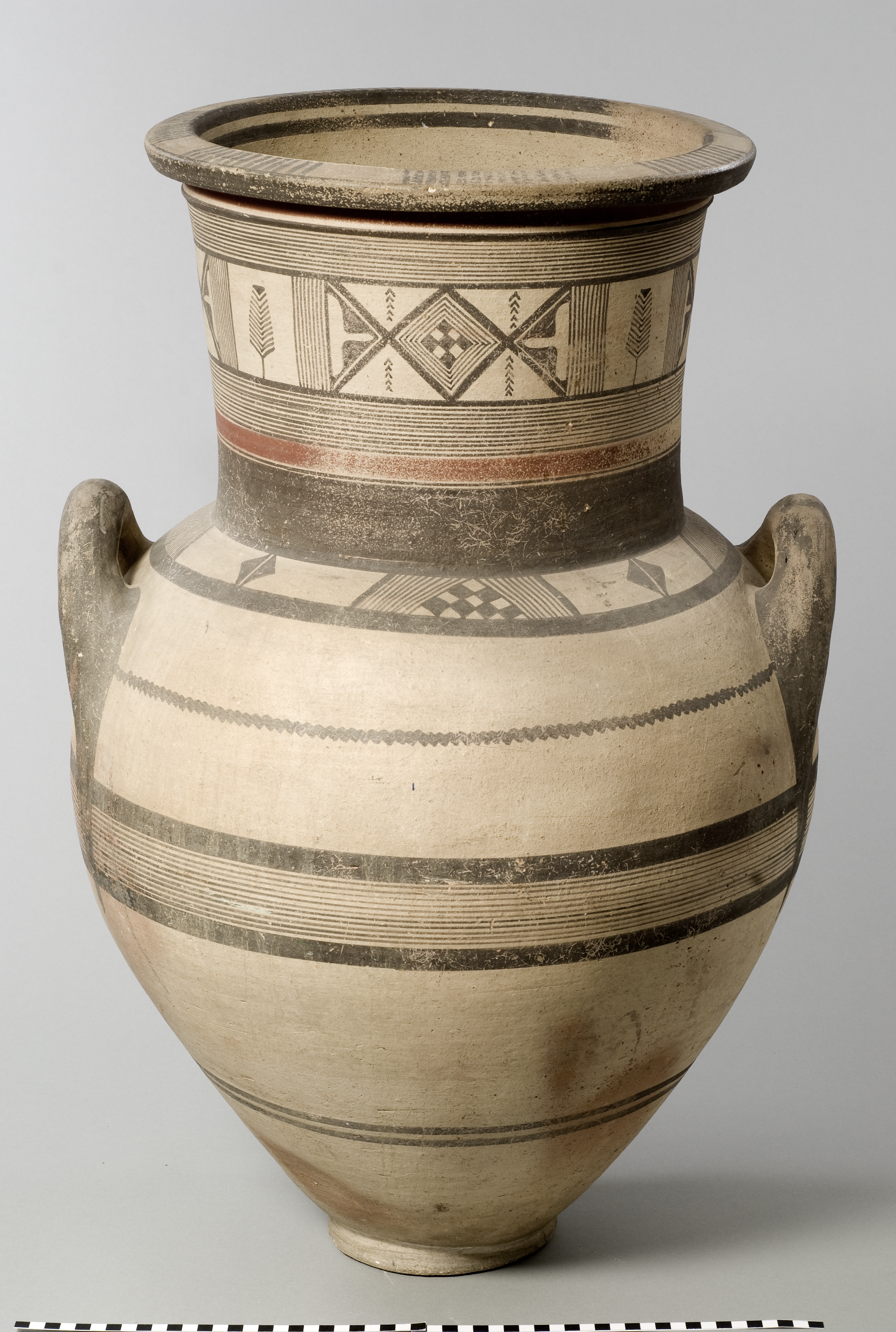
Gran ánfora bicroma de Stylli, ca. 850-700 a. C. Se puede ver en el Medelhavsmuseet, Estocolmo.

El primer visitante registrado, en 1862, fue Melchior de Vogüé. Entre 1867 y 1875, Luigi Palma di Cesnola, anticuario, buscador de tesoros y cónsul estadounidense y ruso ante el gobierno otomano de Chipre, excavó en Idalion. Afirmó haber abierto 15.000 tumbas. Al observar el descubrimiento de una estructura en la Acrópolis Oriental, los lugareños le informaron que habían saqueado una gran cantidad de objetos de bronce, incluyendo cascos, espadas, puntas de lanza, etc. Tres barcos fueron cargados con antigüedades; uno de ellos, el Napried, se hundió en el Mediterráneo en 1872, mientras que los demás llegaron a Nueva York para contribuir a la fundación del Museo Metropolitano de Arte.
En 1868 y 1869, R. Hamilton Lang, cónsul británico, encargó a trabajadores locales la búsqueda de antigüedades en la Acrópolis Oriental (Mouti tou Arvili), supervisándolo posteriormente él mismo. Encontró un santuario al aire libre dedicado a una deidad, con una inscripción fenicia llamada «Reshef-Mikal» y una inscripción griega llamada «Apolo Amyklos». Contenía 142 esculturas de piedra caliza, actualmente en el Museo Británico.
El arqueólogo alemán Max Ohnefalsch-Richter excavó en el yacimiento entre 1883 y 1885, y regresó ocasionalmente a Idalion en años posteriores. Aunque no era un arqueólogo profesional, siendo autodidacta, empleó técnicas de prospección y excavación sistemática, a diferencia de sus predecesores buscadores de tesoros, localizando varios santuarios.
Durante unos meses de 1928, una expedición sueca a Chipre, dirigida por Erik Sjöqvist, trabajó en Idalium. Su trabajo principal consistió en una excavación completa de la parte superior de la Acrópolis Oeste (Ambelleri), donde se halló un santuario fortificado de Anat-Atenea. Se encontraron ofrendas votivas compuestas principalmente por armas y herramientas, así como accesorios personales como alfileres, fíbulas, pendientes, brazaletes y diversos tipos de cerámica. También realizaron sondeos en la terraza circundante, donde se encontró el palacio real de Idalium, y excavaron varias tumbas, cuya datación abarcaba desde el período chipriota-arcaico hasta el helenístico.. Propusieron seis períodos de construcción diferentes para la zona de la Acrópolis Oeste. Los períodos 1-3 se dataron en el Chipriota III Tardío (1200-1050 a. C.), cuando parece haberse formado el reino-ciudad de Idalion. Los períodos 4-6 se consideraron pertenecientes al período Cipro-Geométrico III al Cipro-Arcaico II (1050-850 a. C.).
Las excavaciones arqueológicas oficiales comenzaron en 1991 y siguen en la actualidad. Excavado sólo en parte, se ha encontrado un gran complejo fortificado que puede ser identificado como palacio o como centro administrativo del antiguo Idalión, así como restos de murallas y tumbas.

## Galería

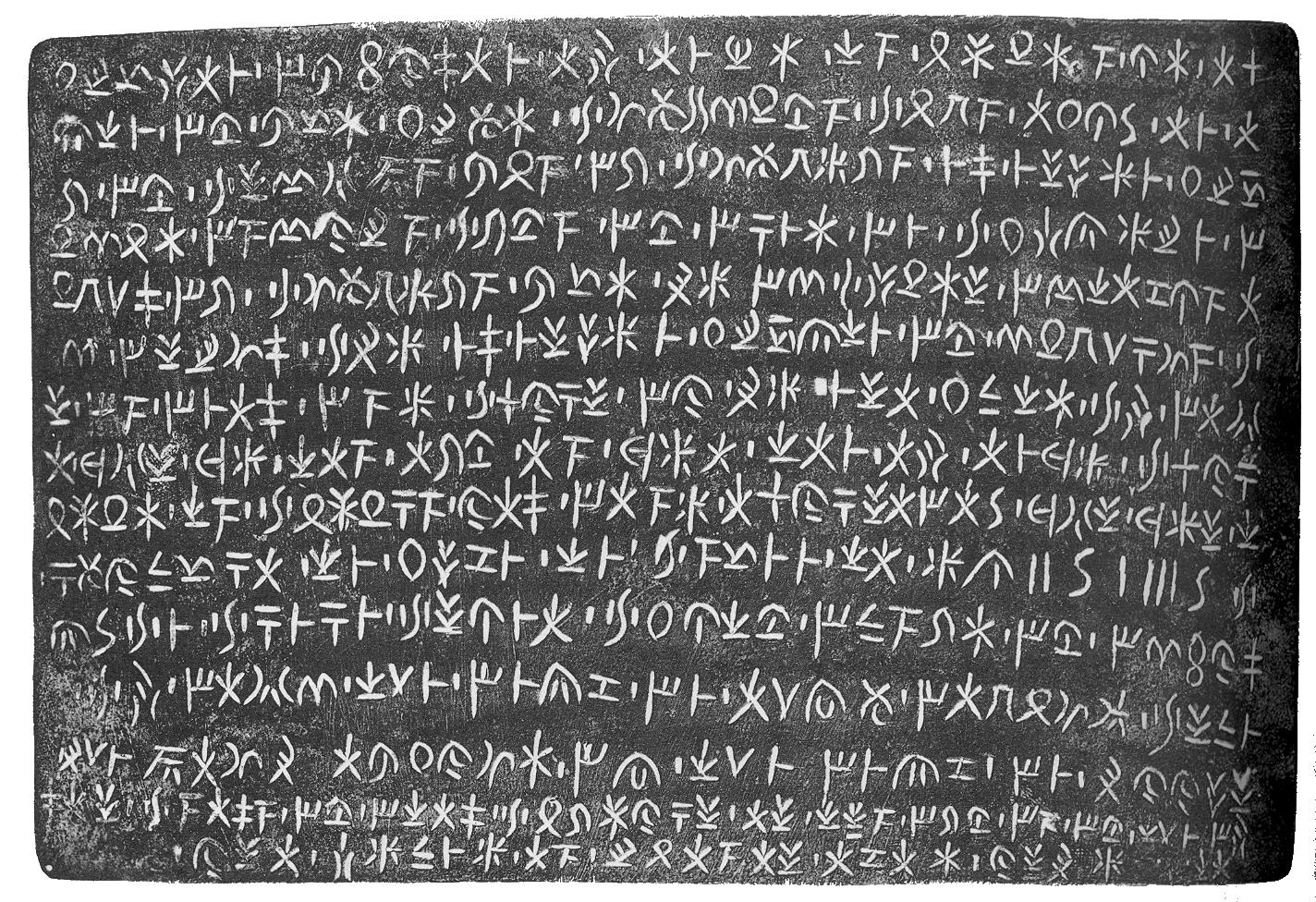
Tablilla de Idalion en silabario chipriota
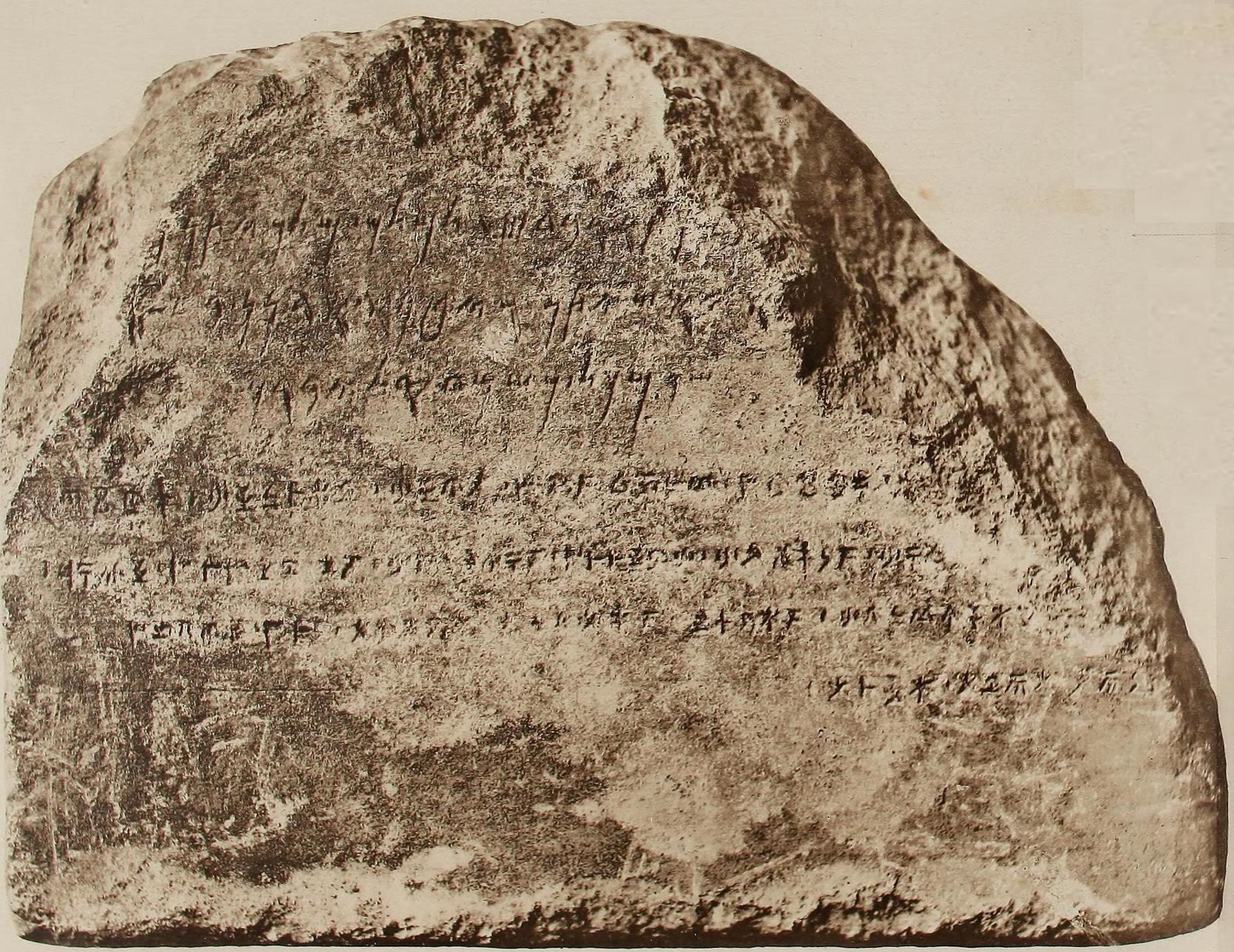
Bilingüe de Idalion
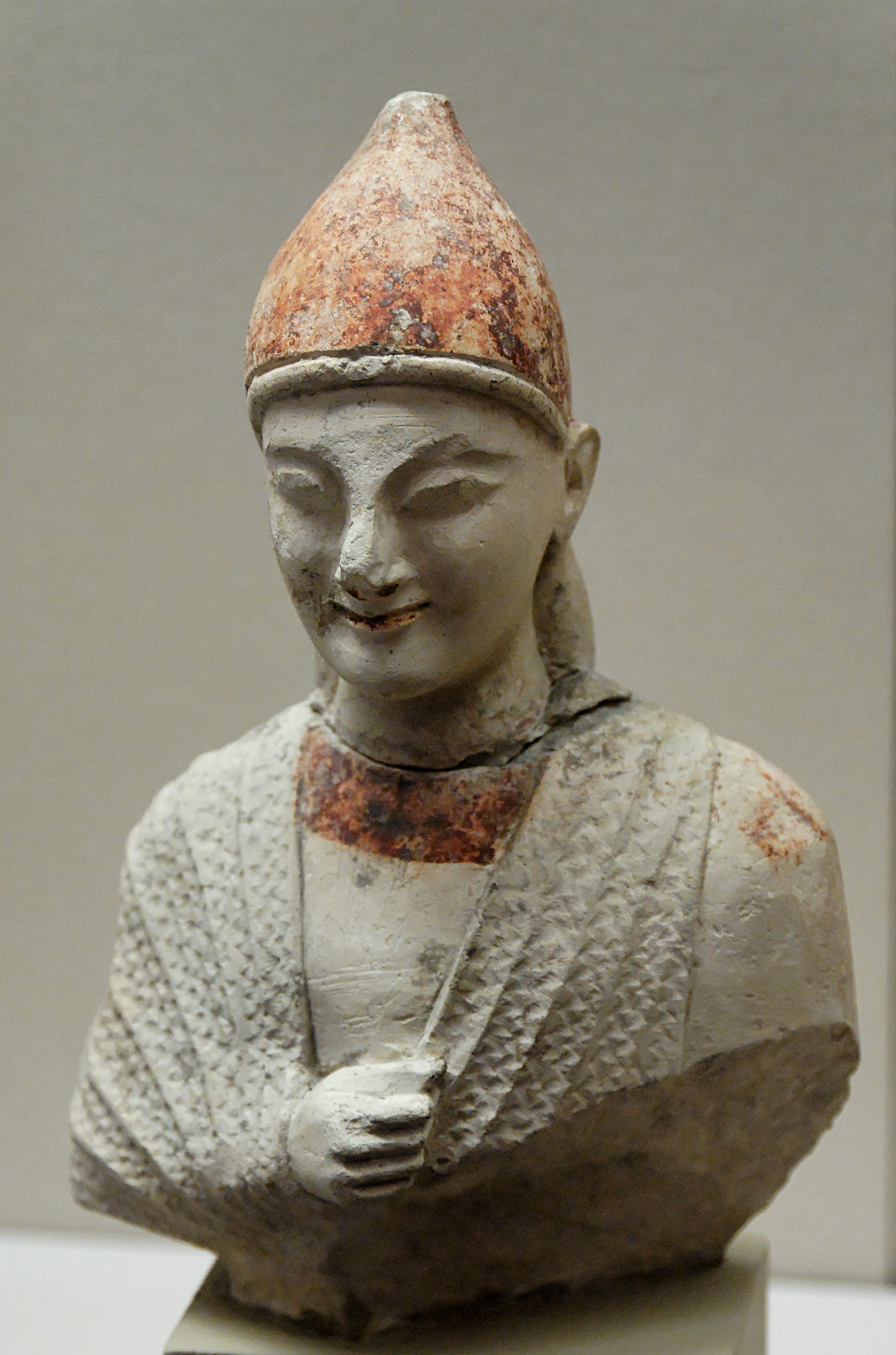
Joven con gorro frigio del Cypro-Archaic II (mediados del siglo VI)
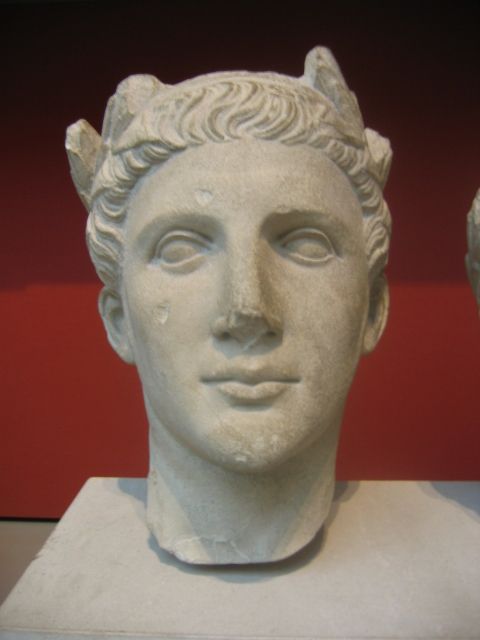
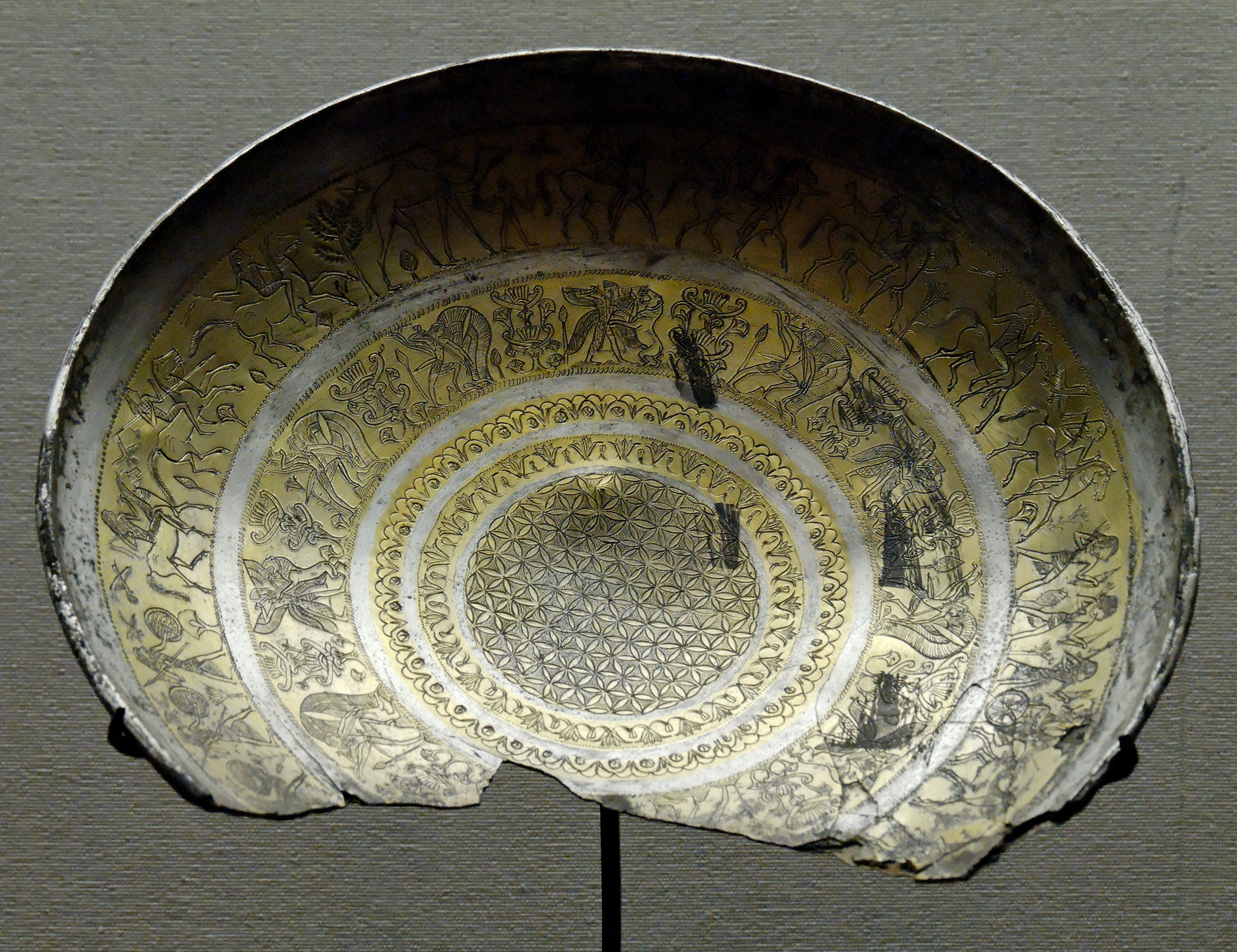
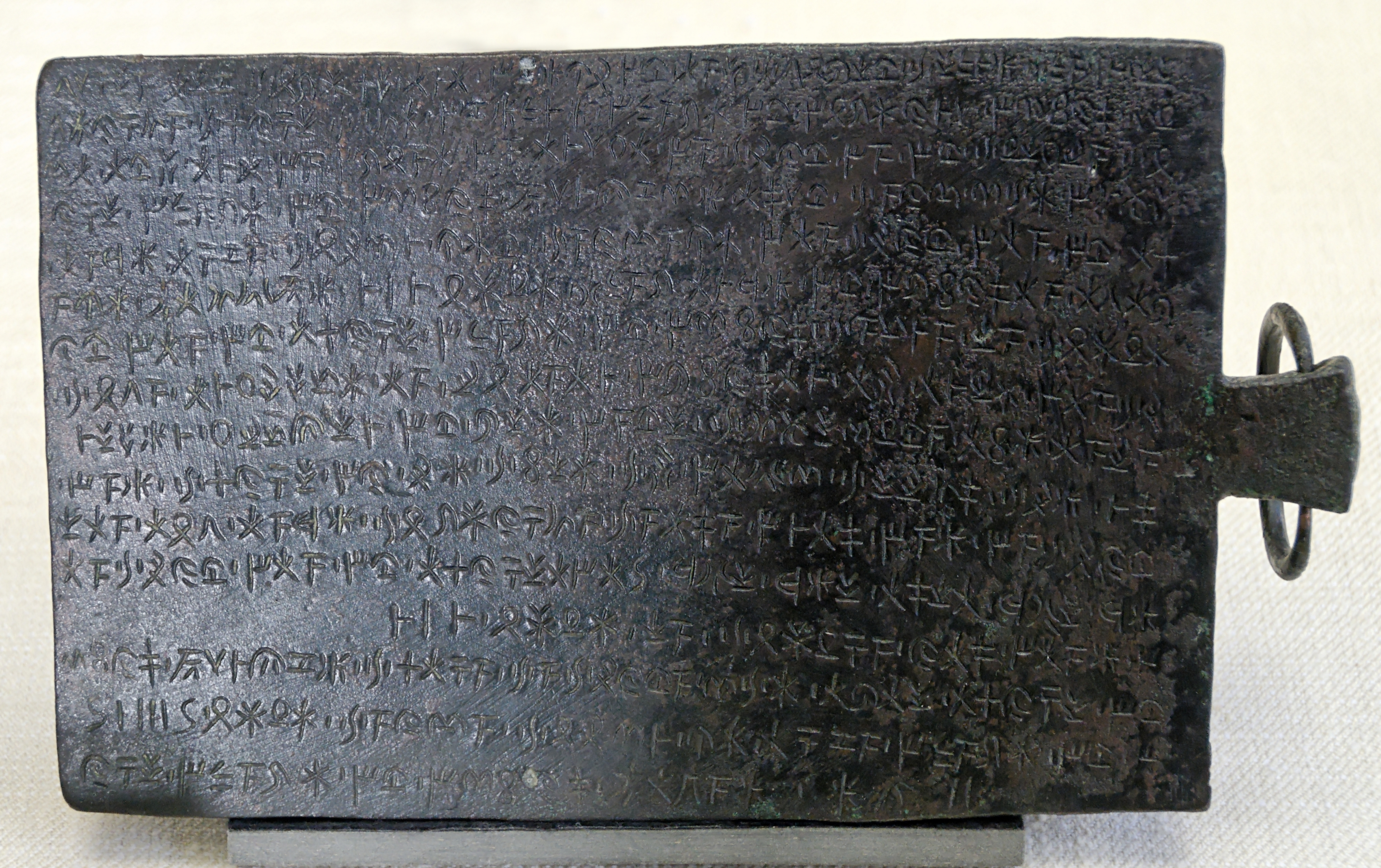
Decreto de Satiscypros